# Wyrmwood: Road of the Dead
A Wyrmwood: Road of the Dead egy 2015-ben bemutatott ausztrál horrorfilm. A filmet alkotó Roache-Turner testvérek szándéka a Mad Max filmek világának egy zombi apokalipszisbe helyezése. A filmben durva szóhasználat hallható, nyíltan ábrázolják az erőszakot, például a lövésektől szétrobbanó fejeket.
A két fiatal alkotó és a film főszereplője, Jay Gallagher már készített közösen egy díjnyertes kisjátékfilmet, ez volt a Roadrunner. A Wyrmwood címét a vírus és a bibliai apokalipszis földre zuhanó Üröm csillagát jelentő wormwood szavak összevonásával kapta (Jelenések könyve 8.). Az első előzetes végén hallható félelmetes harsonák az utolsó ítélet harsonáira utalnak.
A független produkcióban készülő film forgatását 2012-ben kezdték meg, az utolsó forgatási nap 2013. szeptember elsején volt az új-dél-walesi Oberon kisváros közelében, egy bozótos erdőben, ezt követték a digitális utómunkálatok 2013 végén. A filmet teljesen önerőből, illetve a közvetlen támogatók pénzén készítették. A forgatás az egyéb elfoglaltságok miatt kizárólag hétvégéken történt.
A film ausztrál kiadású blu-ray disc lemezen jelent meg, magyar szinkron és felirat nélkül.

## Cselekmény
|  | Alább a cselekmény részletei következnek! |

- Barry, neked is van valami történeted az eseményről?

- Reggel egy szögbelövővel megöltem a feleségemet és a lányomat. Nem tudom, hogyan tudnék belőle történetet faragni.

(Benny és Barry)
Barry autószerelő valahol Ausztráliában. Családos ember, felesége, kislánya, szép háza van, önállóan dolgozik. Mikor egy éjjel megcsörren a telefonja, még nem sejti, hogy a világ, amit ismer, nem létezik többé. Brooke, fotóművész húga a stúdiójából hívja, hogy azonnal meneküljön, mert a világ megtébolyodott, az embereken egyfajta harapással is terjedő, néhány perc alatt elhatalmasodó zombi-betegség lesz úrrá. Az eseménynek talán köze van az esti szokatlan, tömeges csillaghulláshoz.
A félálomban lévő Barry nem hisz neki addig, míg ki nem derül, hogy már a konyhájukban is egy zombi falatozza a nyers húst. Mikor meglátja Barryt, azonnal rátámad, baltával kell agyonverniük. A család gázmaszkot húzva azonnal beül a kocsiba és elmenekül az akkorra már tébolyult zombikkal teli utcákon.
Brooke sem így gondolta az éjszakát. Békésen fotózgatott két modellel a stúdiójában, mikor az egyikük váratlanul görcsrohamokat kapott, majd perceken belül őrjöngő zombivá változott. Miután a másik lányt megharapta, az is zombivá vált perceken belül. Brooke a tető fagerendáira menekülve vészelte át az éjszakát. Mikor reggel védőruhás katonák érkeznek, azt hiszi, itt a menekülés, ám egy még rosszabb pokolba kerül. A katonák közlik, a betegség nem fog az A negatív vércsoportú egyéneken. Azonnal csinálnak egy gyors vértesztet, ahol kiderül, Brooke immunis a betegségre. Éppen ezért viszont remek kísérleti alany egy tébolyult tudós ellenanyag-kísérleteihez, ezért a katonák erőszakkal magukkal viszik.
A vírus levegőben is terjed. Belélegezve nem mindenkit fertőz meg, harapás útján viszont pillanatok alatt hat. Az immunis egyének sorsa a felfalatás.
A leütött Brooke egy kikötözött zombikkal teli furcsa laborban, a falhoz kötözve tér magához. A sárga védőruhás doki szemmel láthatóan nem teljesen épelméjű, K.C. and the Sunshine Band Get Down Tonight zenéjére táncolva nyomja bele Brooke nyakába a zombikból leszívott gerincvelő-folyadékot, hogy ellenanyagot nyerjen. Az eljárást összesen ötször kell ismételni, azután Brooke agyából le lehet szívni a zombifertőzés ellenanyagát, ami a még nem fertőződött, de nem is immunis egyének egyetlen esélye. Egy immunis ember agyából tíz számára lehet gyógyszert készíteni. Az egyetlen probléma, hogy az orron keresztüli leszívást a donorok nem élik túl, de ez a dokit cseppet sem izgatja.
Barry családostul elmenekül a városból, de lányán, majd feleségén is kitör a betegség, percek alatt átváltoznak. Barry kénytelen mindkettőjüket egyetlen fegyverével, egy szögbelövővel megölni, rajta viszont nem tör ki a betegség. Saját magával is végezni akar, de kifogy a gépből a szeg. Összeakad egy másik túlélővel, egy Chalker nevű férfival. Barry célja, hogy eljusson a fotóstúdióba húgát megmenteni, persze nem tudhatja, hogy Brooke már az őrült doki kísérleti alanya. Ő és Chalker együtt menekülnek, ám a kocsi váratlanul és érthetetlen módon leáll a zombikkal teli bozótos közepén. Kiszállnak, gyalog mennének tovább, de Chalkert egy ausztrál őslakó, Benny zombinak nézi és lelövi. Barry és Benny együtt menekül tovább, míg egy zombik által ostromlott garázshoz nem érnek, ami előtt egy Toyota Hilux terepjáró áll.
Ketten egy nagy zombimészárlás során bejutnak a garázsba, ahol két férfi tartózkodik. Bent megtudják, hogy még egy misztikus és érthetetlen esemény is bekövetkezett, a benzin, kerozin és alkohol immár nem éghető anyagok, a kocsik sorra leállnak. Az idősebb, mélyen vallásos férfi, Frank szerint ez nem vírus, hanem maga a bibliai utolsó ítélet. Egy eldobott gyufa viszont váratlan fordulatot hoz, az egyik fejbe lőtt zombi kiömlött vére lángra kap. Kiderül, hogy a zombik által kilélegzett fertelmesen büdös gáz is éghető, képes autó hajtására.
Az autót egy összehangolt akcióval bevontatják a garázsba, átépítik zombiállóvá, az üzemanyag a plató ketrecébe zárt maszkos zombik kilélegzett rothadó gáza. Egyikük az akció során megsérül és zombivá válik, hárman menekülnek tovább. A kocsi napnyugtakor váratlanul leáll. Észreveszik, hogy a zombik éjjel nem lélegzik ki az éghető gázt, így reggelig ottrekednek a zombiktól nyüzsgő bozótosban. Éjszaka az egyik zombitámadás során Frank megsérül, ő kéri, hogy lőjék le még átváltozása előtt.
Reggel a kocsi már beindul, ketten menekülnek tovább. Egy elektromos hajtású, zárt teherautóval találkoznak, amiből védőruhás katonák szállnak ki. Mikor Benny elmondja, hogy Barry húgát keresik, a katona közli: tudja, hol a lány, kövessék a terepjáróval a teherautójukat. Valójában csak kettejüket, mint feltehetőleg immunis személyeket akarják begyűjteni a kísérletekhez.
A laborban Brooke ideje kezd letelni. Korábban végignézte, ahogy a mellette lévő másik immunis személy agyát leszívja a doktor, tudja, hogy mi vár rá. A kísérletezésnek viszont nem várt eredménye is lett. Brooke észreveszi, hogy mélyreható változás állt be benne a zombivér hatására, akaraterejével képes irányítani az egyébként értelem nélküli zombikat, így közvetlenül agyának leszívása előtt az egyik zombit kiszabadítja, az megharapja az őrült dokit, aki maga is átváltozik. Brooke kiszabadul a furcsa laborból. Mikor kinyitja az ajtót, meglepve veszi észre, hogy egy úton lévő teherautóban van, mögötte Barry a terepjáróval. Brooke átugrik rá, majd menekülőre fogják, a katonák a nyomukban, Benny haslövést kap.
Egy bozótos erdőben kerül sor a végső leszámolásra. A súlyosan megsebesült Benny önként vállalja a zombiságot, hogy erőre kapjon a katonák ellen. Végül Barry és Brooke ketten maradnak. A zombikat irányítani képes félig ember, félig zombi Brooke uralma alatt beköszönt a zombik korszaka.
|  | Itt a vége a cselekmény részletezésének! |

## Kimaradt jelenetek
A filmből mintegy húsz percnyi leforgatott, a Mad Max filmek hangulatára leginkább hasonlító két zombivadász jelenet maradt ki, ezek Barry és Chalker közös zombivadászata, valamint a magányossá vált Barry zombivadászata üzemanyag céljából. Kimaradt még a tébolyult Doki laborjában játszódó néhány rövidebb képsor is. A történet elején Barry nem nagyon hisz Brooke telefonjának, felhívja bátyját, aki megerősíti a történteket, majd Barry füle hallatára változik maga is hörgő zombivá.
A legfontosabb kimaradt jelenetben a katonák parancsnoka egy monológot tart a megbilincselt Barrynek, miszerint képzelje el, hogy egy ember feláldozása által tízet menthet meg. A tíz megmentése érdekében neki egyáltalán nincs lelkifurdalása a feláldozott egy miatt. Elmondása szerint ebben az esetben Barry és Brooke is két feláldozandó ártatlan, akik fejenként tíz másik ártatlant menthetnek meg.
A kimaradt jelenetek megtekinthetők a blu-ray kiadás extráin.

## Az első próbaforgatás cselekménye
Barry egész családját elveszíti, majd menekülés közben összeakad egy Chalker nevű férfival. Ketten összeállítanak egy különlegesen ellenálló terepjárót, felfegyverkeznek, speciális védőruhát készítenek, majd együtt menekülnek. Üzemanyag már rég nincs, kocsijukat a rothadó zombik által kilélegzett és tartályba gyűjtött metán hajtja, ezért folyamatosan zombikat kell begyűjteniük. Egy zombivadászatuk során Chalkert harapás éri.
Mindketten tudják, átalakulása percek kérdése. Utolsó két üveg sörüket erre az alkalomra tartogatták, de annyi idő sem marad, hogy Chalker megigya, megkezdődik átváltozása. Maga kéri barátját, hogy lője le. Barry családja után egyetlen barátját is elvesztette. Mad Maxhez hasonlóan, magányos hősként folytatja útját az emberhúsevő zombikkal teli vad ausztrál vidéken.
A hét perces jelenet ebben a formában nem került a filmbe, de a blu-ray lemez extráin látható.

## Folytatás
A cselekmény ebben a formában egyfajta folytatást igénylő eredettörténet. Hosszas előkészületek után ez végül 2022-ben meg is valósult, az elkészült film végleges címe Wyrmwood: Apocalypse lett. A főszerepben ezúttal az első rész főgonoszát játszó Luke McKenzie látható, míg Jay Gallagher és Bianca Bradey is visszatér Barry és Brooke szerepében.

## Érdekességek
- A filmet mindössze 160 000 ausztrál dollárból készítették, ennek nagyobb részét is adományokból gyűjtötték össze, például az Indiegogon keresztül. A nagyobb adományt küldőknek lehetővé tették, hogy zombiként szerepeljenek a filmben.
- A forgatás során Bianca Bradey balesetet szenvedett, mikor a teherautó hátuljáról átugrott a terepjáró motorházfedelére. Noha semmi komolyabb sérülést nem szenvedett, a forgatók szerint a baleset könnyen halálos is lehetett volna.
- A film az alkotók szerint is a Mad Max filmek világát idézi fel. A Mad Max lényegéhez tartozik a kopár ausztrál vörös sivatag, itt viszont nehezen járható bozótosokat láthatunk. Ennek praktikus és cselekménnyel összefüggő oka is van. Praktikus oka, hogy a forgatás költségvetése nem tette volna lehetővé a sivatagba való eljutást. A cselekménnyel összefüggő oka, hogy a sivatag vidéke gyakorlatilag lakatlan, egy zombi már kilométerekről látszana, az ausztrál bozótos, a bushland sokkal sűrűbben lakott, a fák közül hirtelen feltűnő zombik félelmetesebbek a sivatagban bolyongóknál.
- A filmben több jellegzetesen ausztrál utalás és csak ott használt kifejezés hallható, pl. metho, kero, ammo. Mikor Benny a zombiveszély ellenére kiszáll a kocsiból a dolgát végezni és megtámadja egy zombi, a többiek figyelmeztetik: "na mit tanultál ma Benny? Soha ne hagyd el a járművet!" Az ausztrál Outback közlekedésének egyik legfontosabb szabálya, hogy az elromlott autót soha ne hagyjuk el távolra. Ennek humorosan ferdített értelmezése, hogy még a dolgunkat végezni se hagyjuk el a kocsit zombikkal teli környéken.
- Gyűjtők számára forgalomba hozták a Wyrmwood zombi-túlélő csomagot, mely tartalmaz egy blu-ray filmet, egy a filmben Benny által hordott piros Aussie! Oi! pólót, egy a filmben látott elsősegélydobozt, benne két üveg Wyrmwood sörrel, valamint egy kifüggeszthető útmutatót zombitámadás esetére.

## Forgatási helyszínek
A film közelebbről meg nem határozott környéken játszódik. Bozótosok leginkább a keleti part környékén találhatók. A cselekményben említett Bulla Bulla nevű hely a valóságban nem létezik. A filmet Sydney környékén forgatták, egy képsorban a Kék hegység völgyei láthatók. A végső leszámolás helyszíne a Sydneytől nyugatra lévő Oberon kisváros mellett egy fenyőerdő.

## Filmzenei album
1. Let’s Do This!
2. I’ve Got a Story to Tell
3. That’s Not My Brother
4. Infect Insect
5. Shed Horror
6. Escape from the House
7. Soldiers/Target Acquired
8. I Can Feel It / Slowly Turning
9. Mummy Turns
10. Stoned
11. Round ’em or Through ’em?
12. Ned / Run Ya Bastards
13. Engine Trouble
14. Goodnight Neville
15. The Blood Is Flammable
16. Armour Up
17. Mind Control
18. Fuel Stop
19. They’re Faster at Night
20. Wyrmwood Tale
21. The Compressor
22. The Road 2
23. Zombie Swing
24. The Hand / The Escape
25. Truck Chase
26. Zombie Queen
27. Truck Chase Pt 2
28. Benny and the Spirits
29. Brooke Falls
30. Captured
31. The Queen Summons
32. Captured 2 / I’ll Be a Zombie
33. The Queen Rises Again
34. Fire and Feast
35. Wrong Answer / Closing Titles
36. Dr Funkenstein

## Szereplők
- Jay Gallagher – Barry, autószerelő valahol Ausztráliában
- Bianca Bradey – Brooke, fotóművész, Barry húga
- Leon Burchill – Benny, ausztrál őslakó, menekülő
- Luke McKenzie – A katonák parancsnoka
- Yure Covich – Chalker, szakállas menekülő
- Keith Agius – Frank, mélyen hívő férfi a garázsban
- Catherine Terracini – Annie, Barry felesége
- Berynn Schwerdt – Doki, tébolyult tudós
- Meganne West – Meganne, Barry lánya
- Cain Thompson – McGaughlin, fiatalabb férfi a garázsban
- Beth Aubrey – Charlotte, az elsőként zombivá vált nő a fotóstúdióban
- Sheridan Harbridge – Sherri, a másodikként zombivá vált nő a stúdióban
- Damian Dyke – Thompson, az egyik katona

## Előzetesek
- https://www.youtube.com/watch?v=yFrGrH5zfbg
- https://www.youtube.com/watch?v=bESob6LPkA0